# Cathédrale Sainte-Anne de Belfast
Cette  cathédrale n’est pas la seule cathédrale Sainte-Anne.
La cathédrale Sainte-Anne de Belfast (en anglais : St Anne’s Cathedral, ou simplement Belfast Cathedral pour les anglicans) est une cathédrale anglicane du Royaume-Uni, située à Belfast en Irlande du Nord.
Elle sert assez inhabituellement deux diocèses, celui de Connor et celui de Down et Dromore, et n’est le siège d’aucun d’entre eux actuellement.
Le premier architecte est Thomas Drew (en). La première pierre est posée le 6 septembre 1899 par Anthony Ashley-Cooper, 9e comte de Shaftesbury. À l’origine, seule la nef de la cathédrale est construite, et elle est consacrée le 2 juillet 1904.

## Histoire
L’ancienne église paroissiale Sainte-Anne continue à être utilisée, jusqu’au 31 décembre 1903, tandis que la nouvelle cathédrale est construite autour d’elle ; l’ancienne église est alors démolie. Le vitrail du Bon Samaritain présent dans le sanctuaire de la cathédrale en est le dernier élément restant.
En 1924, il est décidé de bâtir la façade occidentale de la cathédrale comme un mémorial aux femmes et hommes d’Ulster ayant servi et étant morts pendant la Première Guerre mondiale. Sa première pierre est posée par le gouverneur de l’Irlande du Nord d’alors, le duc d’Abercorn, le 2 juin 1925, et la façade est inaugurée en juin 1927. Elle est réalisée d’après un dessin modifié de l’architecte Sir Archibald Charles Nicholson (en).
Entre-temps, la traversée centrale, dans laquelle se trouve le chœur, est construite entre 1922 et 1924. Le baptistère, les plans établis par W. H. Lynn, qui a assisté Thomas Drew, est consacré en 1928, et la chapelle du Saint-Esprit, avec ses mosaïques représentant saint Patrick, est consacrée le 5 juillet 1932, pour le 1500e anniversaire de l’arrivée de saint Patrick en Irlande.
Edward Carson, leader de la cause unioniste en Irlande lors de la Home Rule Crisis de 1912-1914, est enterré (avec funérailles nationales) dans le collatéral sud de la cathédrale en 1935. En 1941, la cathédrale est presque entièrement détruite par une bombe, causant d’importants dommages aux propriétés avoisinantes.
En 1955, des travaux de construction d’un déambulatoire, du côté sud de la cathédrale. Ce travail est consacré en 1959, mais il faut attendre dix années de plus pour que puissent commencer les travaux sur les deux bras du transept. Les « Troubles » et l’inflation entraînent des retards et des problèmes de financement.
La partie sud du transept, avec la chapelle de l’Unité et au-dessus la tribune de l’orgue, est dédiée en 1974 ; le bras nord, avec la chapelle de la Royal Ulster Rifles et à l’extérieur la large croix celtique dessinée par John MacGeagh, est achevé en 1981.

## Charité
Il y a 30 ans[Quand ?], le Dean de Belfast, Samuel B. Crooks, a lancé une tradition de charité à la période de Noël. Chaque jour de 10 h à 17 h durant la semaine précédant la fête chrétienne, les comtes font la quête devant l’église, pour en redistribuer le gain à différentes œuvres caritatives. Ils sont appelés « Black Santa » (« pères Noëls noirs ») en raison de la couleur du manteau qu’ils portent pour se tenir au chaud. Depuis que la tradition a été lancées, 2,2 millions de livres irlandaises ont été récoltées.

## Flèche de l’Espoir

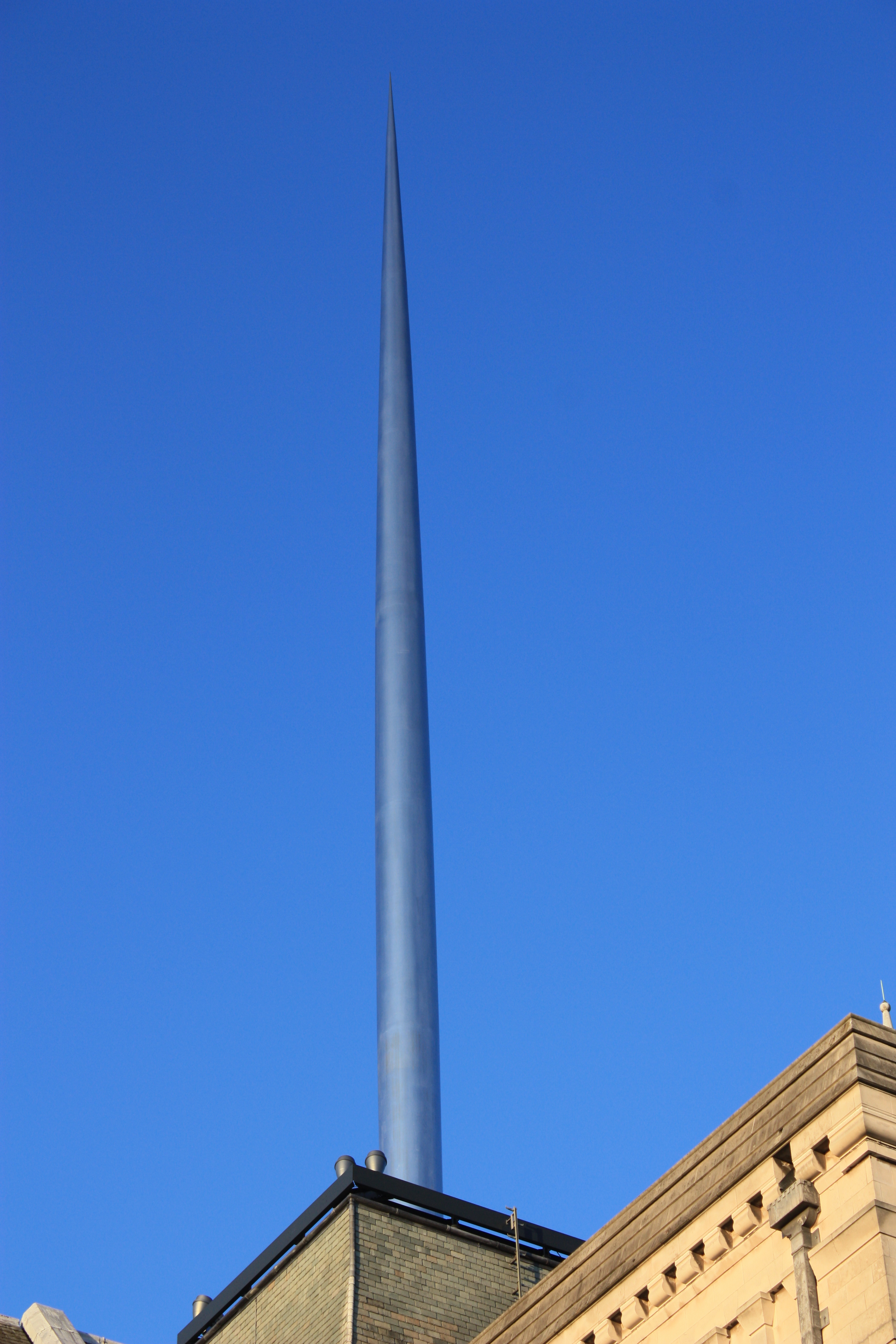
La flèche de l’Espoir (décembre 2009).

En avril 2007, une flèche de 40 mètres en acier inoxydable est installée au sommet de la cathédrale. Nommée la « flèche de l’Espoir », sa structure est illuminée la nuit et elle fait partie d’un réaménagement prévu pour le quartier de la cathédrale.
La section de base de la saillie flèche grâce à une plateforme de verre dans le toit de la cathédrale directement au-dessus des stalles du chœur, permettant aux visiteurs de le voir de la nef.

## Orgue
L’orgue de la cathédrale est le plus grand orgue à tuyaux d’Irlande du Nord. Il est conçu par Harrison & Harrison en 1907, puis retravaillé en 1969 et 1975.

### Liste des organistes
- 1776-1825 : William Ware.
- 1825-1847 : John Willis.
- 1847-1862 : James Thompson May.
- 1863-1873 : Henry A Wood.
- 1874-1903 : Isaac Waugh Nicholl.
- 1904-1964 : Charles J Brennan (premier organiste de la cathédrale Sainte-Anne).
- 1964-1976 : Harry Grindle (ancien organiste de l’église paroissiale de Bangor).
- 1976-1984 : Jonathan Gregory (devenu organiste de la cathédrale Saint-Martin de Leicester).
- 1984-1988 : Andrew Paul Padmore (ancien organiste de la cathédrale Saint-Finbarr de Cork).
- 1988-2002 : David Drinkell (ancien organiste de la cathédrale Saint-Magnus de Kirkwall).
- 2002-2003 : Brian Hunter.
- Depuis 2003 : Philip Stopford (ancien assistant organiste de la cathédrale du Christ de Chester).